# Zalmoxis spinicoxa
Zalmoxis spinicoxa is een hooiwagen uit de familie Zalmoxioidae.